# Ktistaji
Ktistaji (грч. κτίσται) su bili društvena klasa Miza u antičkoj tračkoj kulturi.
Oni su izbjegavali ishranu koja sadrži bilo koje živo biće, uglavnom koristeći med i mleko kao osnovne namirnice.
Iz tog razloga, oni su nazivani „bogobojažnim”.
Ne samo da su poštovali ograničenja u ishrani, već su se uzdržavali od zajedničkog života sa ženama. Vodili su život u celibatu i nikada se nijesu vjenčavali.
Njih su Tračani držali na počasnom mjestu u društvu. Život im je bio posvećen bogovima.
Opisao ih je Strabon, pozivajući se na Posejdonijusa.
Prema Strabonu, bez obzira da li su u celibatu ili ne, zajednički su se nazivali Hippemolgi („oni koji muzu kobile“), Galactophagi („žive od mlijeka“) ili Abii („ne žive (sa ženama)“).

## Komparativna analiza
Strabon, u istom odjeljku primjećuje da su ih Grci mješali sa Getima (ili Geto-Dačanima).
Ekvivalent društvene klase Ctistae kod Dačana vjerovatno su bil Polistai. Pojedini naučnici smatraju da su neki od podvižnika živjeli u grupama i stanovali u zgradama, pa otuda i razlika da se nazivaju Polistai „gradski stanovnici“.